# Туризм в Брунее
Туризм в Брунее развивается с середины 1990-х с целью диверсификации экономики, зависящей от экспорта углеводородов. До этого времени несколько факторов препятствовали развитию туризма. Среди них:
- ограничение потребления алкоголя
- высокая стоимость размещения в столице страны
- отсутствие транспорта и гостиниц в регионах
- общее представление о Брунее как о стране, в которой мало достопримечательностей

## Туристическая деятельность
К основным местам посещения относится столица Бандар-Сери-Бегаван, где находится дворец султана, музеи, мечеть Омара Али, имеющая многовековую историю коллекция из 28 деревень, стоящих на воде — Кампунг-Айер, а также природный парк «Jerudong Park» в Тутонге. Экотуризм представлен тропическими джунглями в национальном парке «Temburong National Park». Однако неразвитость инфраструктуры до сих пор сдерживает развитие этих туристических территорий. В 2003 году страну посетило около 1 млн человек, в основном из соседней Малайзии. Из этого числа, по расчётам Бюро по туризму Брунея, приблизительно 100 тысяч человек являлись туристами. В 2008 году турпоток вырос до 194 тыс. человек, а в 2009 он сократился до 157 тыс. туристов. Причиной этого явились эпидемия вируса H1N1 и экономический кризис. Чаще всего Бруней посещают туристы из следующих 10 стран в порядке убывания (по состоянию на 2010 год): Малайзия, Китай/Гонконг, Сингапур, Великобритания, Австралия, Филиппины, Индонезия, Новая Зеландия, Индия, Таиланд.
В 2009 году с целью повышения туристической привлекательности Бруней перевёл все свои интернет-ресурсы, связанные с путешествиями, в домен .travel. После этого посещаемость главного сайта bruneitourism.travel возросла с 600 тысяч до более, чем 1,1 миллиона заходов в месяц.

## Время для визита
Ограничений нет и посещение возможно круглый год, за исключением китайского Нового года.